# Bleptina caepioalis
Bleptina caepioalis là một loài bướm đêm trong họ Noctuidae.